# Suite francesi

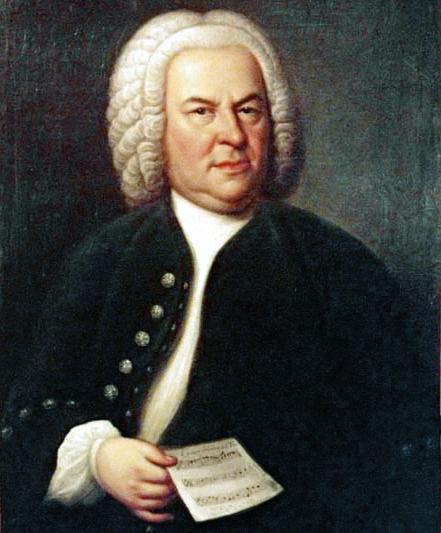
Johann Sebastian Bach.

Le Suite francesi BWV 812-817 sono una raccolta di sei composizioni per clavicembalo solo di Johann Sebastian Bach. Sebbene le suite da 1 a 4 siano in genere datate al 1722, è possibile che la numero 1 sia stata scritta prima.

## Storia
Le Suite francesi vennero composte fra il 1722 e il 1725 da Johann Sebastian Bach. Tuttavia, vennero soprannominate francesi solo nel 1762 da Friedrich Wilhelm Marpurg, in contrapposizione con le Suite inglesi, un'altra analoga raccolta bachiana.
Il nome venne reso comune da Johann Nikolaus Forkel, che, nel 1802, scrisse: «Vengono generalmente chiamate Suite francesi perché sono state scritte secondo il gusto francese». L'opinione del Forkel, però, è inaccurata, in quanto le suite seguono abbondantemente i canoni compositivi italiani.
Le courante della prima (in re minore) e della terza (in si minore) sono in stile francese, le courante delle altre quattro suite sono tutte in stile italiano. In ogni caso, Bach impiegò anche movimenti di danza (come la polonaise della sesta suite) che sono estranei alla maniera francese. Di solito, il rapido secondo movimento dopo l'allemande è chiamato courante (stile francese) o corrente (stile italiano), ma in tutte queste suite i secondi movimenti si chiamano courante, secondo l'elenco del catalogo di Bach, che supporta il suggerimento che queste suite sono "francesi". Alcuni dei manoscritti che ci sono pervenuti sono intitolati Suites pour le clavecin, che probabilmente ha portato alla tradizione di chiamarle suite "francesi".
Il manoscritto originale è perduto e l'ornamentazione varia a seconda delle fonti. Due altre suite, una in la minore BWV 818 e una in mi bemolle maggiore BWV 819, in alcuni manoscritti vengono allegate alle Suite francesi. L'Ouverture francese BWV 831, nonostante il nome, non ha alcun collegamento con le Suite francesi.

## Struttura
Benché le prime quattro suite siano generalmente datate 1722, è possibile che siano state composte precedentemente.

### Suite num. 1 in re minore BWV 812
1. Allemanda;
2. Corrente;
3. Sarabanda;
4. Minuetto I;
5. Minuetto II;
6. Giga.

### Suite num. 2 in do minore BWV 813
1. Allemanda;
2. Corrente;
3. Sarabanda;
4. Aria;
5. Minuetto I;
6. Minuetto II;
7. Giga.

### Suite num. 3 in si minore BWV 814
1. Allemanda;
2. Corrente;
3. Sarabanda;
4. Angloise;
5. Minuetto e Trio;
6. Trio (BWV 814a);
7. Giga.

### Suite num. 4 in mi bemolle maggiore BWV 815
1. Allemanda;
2. Corrente;
3. Sarabanda;
4. Gavotta I;
5. Gavotta (BWV 815a);
6. Aria;
7. Minuetto;
8. Giga.

### Suite num. 5 in sol maggiore BWV 816
Le prime battute vennero scritte nel 1722 ma la composizione venne completata nel 1723.
1. Allemanda;
2. Corrente;
3. Sarabanda;
4. Gavotta;
5. Bourrée;
6. Loure;
7. Giga.

### Suite num. 6 in mi maggiore BWV 817
1. Allemanda;
2. Corrente;
3. Sarabanda;
4. Gavotta;
5. Polacca;
6. Minuetto;
7. Bourrée;
8. Giga.